# Lebian
Lebian o Lebiantu (... – settembre 1776) fu toqui dal 1769 al 1774. Guidò i Pehuenche contro l'impero spagnolo in Cile in seguito alla Rivolta Mapuche del 1766, nel corso della guerra di Arauco.

## Biografia
Durante la guerra, nel 1769, guidò un malón contro le regioni di Laja e Los Ángeles, prendendo il bestiame e distruggendo ogni estancia sul suo cammino. Le truppe spagnole che gli furono mandate contro furono sconfitte ed obbligate a fuggire a Los Ángeles. Sostenuto dalla vittoria, Lebian attaccò il forte di Santa Bárbara due giorni dopo e, nonostante sia stato respinto con alcune perdite, riuscì ad incendiare la città rubando il bestiame della zona.
Alla fine della guerra fece parte della delegazione inviata a Santiago per firmare la pace nel 1774. Lo stesso anno fu coinvolto in una faida col toqui Ayllapagui

## Assassinio
Nel settembre del 1776, secondo le politiche del governatore Agustín de Jáuregui riguardo alla ricompensa della lealtà, Lebian fu nominato soldato distinto dell'esercito spagnolo, e viaggiò fino alla città di Los Ángeles per incontrare Maestro de Campo Ambrosio O'Higgins. Al suo ritorno un gruppo di spagnoli gli tese un'imboscata e lo uccise. Uno dei sospettati fu il capitano Dionisio Contreras, ma non si trovarono prove a suo carico. Si disse che O'Higgins ne avesse organizzato la morte nella sua politica di eliminazione dei capi Mapuche troppo forti od ostili, ma O'Higgins negò ogni responsabilità nell'imboscata, cercando gli assassini ed impiccandone uno di loro.